# قليفعة (حالمين)

تعديل مصدري - تعديل

قليفعة هي إحدى قرى عزلة حبيل الريدة بمديرية حالمين التابعة لمحافظة لحج، بلغ تعداد سكانها 111 نسمة حسب تعداد اليمن لعام 2004.